# Eri Ohno
Eri Ohno (japans 大野えり, Ohno Eri (Nagoya, prefectuur Aichi, 23 januari 1955) is een Japanse pop-, funk- en jazzzangeres.
Eri Ohno nam in 1979 haar debuutalbum Feeling Your Love en de single "Trad Man“ (Better Days) op, gevolgd door meerdere albums voor de platenlabels Denon en Nippon Columbia, hierop werd ze begeleid door o.a. Isoo Fukui, Terumasa Hino, Koichi Matsukase, Takashi Ohi, Kiyoshi Sugimoto en Masahiko Satoh. De plaat Eri, My Dear (1982) kwam tot stand met Toshiyuki Daitoku (keyboards), Cecil McBee (contrabas) en Billy Hart (drums). Met Hank Jones, Eddie Gomez en Jimmy Cobb maakte ze in 1983 in Tokio een album met songs van Cole Porter, zoals "I Get a Kick Out of You“, "Love for Sale“ en "Night and Day“. Volgens jazzdiscograaf Tom Lord deed ze tussen 1973 en 1983 mee aan 9 opnamesessies in de jazz. In latere jaren bevatten albums als L'Eveil (1986) en Sweet Love (2006) meer soul- en popmuziek, o.m. in samenwerking met DJ Krush (Reminisce en Mind Games, 2000).

## Weblinks
- Website Eri Ohno
- Discografie op Discogs
- Eri Ohno in de database van AllMusic[dode link]

- Gemeinsame Normdatei: 134476409
- International Standard Name Identifier: 0000 0000 5838 1249
- MusicBrainz: a655e857-bdd6-43a8-8094-43e6139e04d0
- Nederlandse Thesaurus van Auteursnamen: 071212396
- Virtual International Authority File: 79638419
- WorldCat: E39PBJmPbdkV8djwJ4P69CxdQq